# Eulithis subnigra
Eulithis subnigra là một loài bướm đêm trong họ Geometridae.